# Чемпіонат світу зі спортивної гімнастики 1994 (командний)
Командний чемпіонат світу зі спортивної гімнастики пройшов у 1994 році в Дортмунді (Німеччина). 
На цьому чемпіонаті проводились змагання лише у командній першості. Змагання в індивідуальній першості та на снарядах проводились на Чемпіонаті світу зі спортивної гімнастики 1994 року у Брисбені (Австралія). 1994 рік — єдиний рік в історії чемпіонатів світу зі спортивної гімнастики коли командні та індивідуальні змагання проводились окремо.

## Призери
| Дисципліна        | Золото | Срібло | Бронза |
| ----------------- | --- | --- | --- |
| Чоловіки          | | | |
| Командна першість | КНР Фань Хунбін Го Ліньяо Хуан Хуадун Хуан Ліпін Лі Дашуан Лі Сяошуан Лі Цзін                                    | Росія Євгеній Чабаєв Євгеній Юков Дмитро Карбаненко Олексій Нємов Дмитро Труш Дмитро Василенко Олексій Воропаєв | Україна Рустам Шаріпов Юрій Єрмаков Ігор Коробчинський Віталій Маринич Григорій Місютін Володимир Шаменко Андрій Степанченко |
| Жінки             | | | |
| Командна першість | Румунія Лавінія Мілошовіч Джина Гогян Сімона Аманар Даніела Мерендуке Клаудія Пресекан Надя Хацеган Іонела Лоаеш | США Домінік Доз Керрі Страг Аманда Борден Джейсі Фелпс Емі Чоу Ларісса Фонтейн Шеннон Міллер                    | Росія Світлана Хоркіна Діна Кочеткова Олена Лебедєва Оксана Фабрічнова Олена Грошева Євгенія Рощіна Наталія Іванова          |